# Beberteich
Der Beberteich ist ein durch einen Erdfall entstandener Teich zwischen Barbis und der Wüstung Königshagen am Südrand des Harzes im Landkreis Göttingen in Niedersachsen. Der See, der durch eine Erzählung von Hermann Löns (1866–1914) bekannt wurde, liegt in etwa 300 m Höhe am Karstwanderweg und speist einen Quellbach der Beber, die westlich von Pöhlde in die Oder einmündet.
Hermann Löns weilte 1908 des Öfteren in Barbis, dem Wohnort der Eltern seiner zweiten Frau, und wanderte dabei oft durch die Gegend südlich von Barbis und machte häufig am Beberteich Rast. Die sehr starke landwirtschaftliche Nutzung des Gebietes, die wenig Rücksicht auf Natur nahm, missfiel ihm und fand in seiner Erzählung „Der Beberteich“ ihren Niederschlag. Eine kleine Tafel an der Löns-Eiche am Nordufer des Sees erinnert an ihn.